# 南風の頃
「南風の頃」（みなみかぜのころ）は、ふきのとうが発売した、セカンドシングル。

## 解説
- 作詞者の村上実は、所属事務所・才谷音楽出版社長の竹内碩彦のペンネーム。
- B面の「雪どけ水」はアマチュア時代の自主制作盤にも収録されている曲。もともとはサビメロがなく、録音にあたって山木が新たに追加した。また、「ふたり乗りの電車」に収録のものとは異なり、サビの繰り返しがない。

## 収録曲

### Side A
1. 南風の頃（3分34秒）
  - 作詞:村上実／作曲:山木康世／編曲:瀬尾一三

### Side B
1. 雪どけ水（3分50秒）
  - 作詞・作曲:山木康世／編曲:瀬尾一三